# Mario Gordini
(Mario Gordini)
Mario Gordini (Ravenna, 28 gennaio 1911 – Forlì, 14 gennaio 1944) è stato un partigiano italiano.

## Biografia
Contadino, membro del clandestino PCd'I, tentò di espatriare in Francia per arruolarsi nelle Brigate internazionali in Spagna. Arrestato nel 1938, venne condannato dal Tribunale speciale a 6 anni di reclusione e rinchiuso nel carcere di Civitavecchia fino alla caduta del fascismo.
Tornato libero, fu tra i principali animatori del primo nucleo della Resistenza nell'area ravennate: le prime azioni delle SAO (Squadre Armate Operaie), da lui coordinate assieme ad altri dirigenti comunisti, ebbero luogo già il 9 settembre 1943, il giorno dopo la proclamazione dell'Armistizio.
L'11 settembre 1943, prese parte alla riunione fondativa della Resistenza romagnola, tenutasi all'Hotel Mare-Pineta di Milano Marittima e a cui parteciparono, oltre a lui, Arrigo Boldrini, Ennio Cervellati, Giuseppe D'Alema, Riccardo Fedel, Giovanni Fusconi, Gino Gatta, Rodolfo Salvagiani, Agide Samaritani e Zoffoli.
Il 28 ottobre 1943 attentò alla vita del Console della Milizia Michele Troiano in pieno centro a Ravenna. Comandante della Brigata Garibaldi "Dino Sintoni" (così denominata in memoria di un compagno di lotta ucciso il 12 dicembre 1943), fu arrestato assieme al comunista Settimio Garavini il 4 gennaio 1944 e successivamente trasferito alle carceri di Forlì ove, dopo essere stato torturato, venne fucilato il 14 dello stesso mese assieme al compagno.

"Davanti al plotone d'esecuzione tenne comportamento fierissimo e al momento del "fuoco" gridò: "Viva la libertà!". Abbattuto dalla scarica cadde, ma rimase ancor in vita. Quando il comandante del plotone d'esecuzione gli si avvicinò per dargli il colpo di grazia, ebbe ancora la forza di lanciargli contro un sasso intriso del suo stesso sangue."
In suo onore nel 1944 fu intitolata la "28ª Brigata Garibaldi", comandata dapprima da Alberto Bardi e poi da Arrigo Boldrini.

## Onorificenze
Medaglia d'argento al valor militare